# Real World/Road Rules Challenge: batalla de los sexos 2
Batalla de los sexos 2 es la novena temporada de Real World/Road Rules Challenge y secuela de La Batalla de los Sexos 1. Salió al aire el 2004 y tomó lugar en Santa Fe, Nuevo México. Antes de cada desafió, cada equipo debía escoger 3 líderes. Si el equipo ganaba, los líderes quedaban inmunes; sin embargo si el equipo perdía los 3 líderes estaban expuestos para la eliminación. En esta temporada no había salvavidas o competencias por inmunidad.

## Participantes
Conductor: Jonny Moseley
| Participante    | Temporada            |
| --------------- | -------------------- |
| Aneesa Ferriera | RW: Chicago          |
| Angela Trimbur  | RR: X-treme          |
| Arissa Hill     | RW: Las Vegas        |
| Ayanna Mackins  | RR: Semester at Sea  |
| Cameran Eubanks | RW: San Diego        |
| Coral Smith     | RW: Back to New York |
| Cynthia Roberts | RW: Miami            |
| Genesis Moss    | RW: Boston           |
| Ibis Nieves     | RR: X-treme          |
| Katie Doyle     | RR: The Quest        |
| Kina Dean       | RR: X-treme          |
| Gilbert Santa   | RR: Campus Crawl     |
| Robin Hibbard   | RW: San Diego        |
| Ruthie Alcaide  | RW: Hawaii           |
| Sophia Pasquis  | RR: The Quest        |
| Alvaro Mendez   | RR: South Pacific    |
| Tonya Cooley    | RW: Chicago          |
| Kevin Prudente  | RR: Semester at Sea  |

| Participante        | Temporada                     |
| ------------------- | ----------------------------- |
| Abram Boise         | RR: South Pacific             |
| Ace Amerson         | RW: Paris                     |
| Adam King           | RW: Paris                     |
| Brad Fiorenza       | RW: San Diego                 |
| Chris Graebe        | RR: South Pacific             |
| Dan Setzler         | RR: Northern Trail            |
| Derrick Kosinski    | RR: X-treme                   |
| Eric Nies           | RW: New York                  |
| Frank Roessler      | RW: Las Vegas                 |
| Jacquese Smith      | RW: San Diego                 |
| Mark Long           | RR: USA - The First Adventure |
| Mike Mizanin        | RW: Back to New York          |
| Nick Haggart        | RR: X-treme                   |
| Randy Barry         | RW: San Diego                 |
| Shane Landrum       | RR: Campus Crawl              |
| Shawn Sealy         | RR: Semester at Sea           |
| Steven Hill         | RW: Las Vegas                 |
| Theo Vonkurnatowski | RR: Maximum Velocity Tour     |

## Desarrollo
| Episodio | Episodio              | Ganadores | Ganadores            | Capitanes            | Capitanes            | Capitanes               | Capitanes               | Eliminados              | Eliminados | Eliminados | Eliminados |
| #        | Desafío               | Equipo    | Hombres              | Hombres              | Hombres              | Mujeres                 | Mujeres                 | Mujeres                 | Hombres    | Mujeres    |            |
| -------- | --------------------- | --------- | -------------------- | -------------------- | -------------------- | ----------------------- | ----------------------- | ----------------------- | ---------- | ---------- | ---------- |
| 1        | Dangle Drop           | Hombres   | Abram, Adam, Eric    | Abram, Adam, Eric    | Abram, Adam, Eric    | Genesis, Rachel, Tina   | Genesis, Rachel, Tina   | Genesis, Rachel, Tina   | Jacquese   | Genesis    |            |
| 2        | Snake Pit Poker       | Hombres   | Brad, Frank, Theo    | Brad, Frank, Theo    | Brad, Frank, Theo    | Arissa, Coral, Cameran  | Arissa, Coral, Cameran  | Arissa, Coral, Cameran  | Ace        | Cameran    |            |
| 3        | Melt With You         | Hombres   | Dan, Shane, Shawn    | Dan, Shane, Shawn    | Dan, Shane, Shawn    | Aneesa, Ibis, Kina      | Aneesa, Ibis, Kina      | Aneesa, Ibis, Kina      | Adam       | Kina       |            |
| 4        | Bombs Away            | Hombres   | Chris, Mark, Steven  | Chris, Mark, Steven  | Chris, Mark, Steven  | Ayanna, Coral, Sophia   | Ayanna, Coral, Sophia   | Ayanna, Coral, Sophia   | Abram      | Ayanna     |            |
| 5        | Junk Boat             | Mujeres   | Derrick, Mike, Randy | Derrick, Mike, Randy | Derrick, Mike, Randy | Robin, Ruthie, Veronica | Robin, Ruthie, Veronica | Robin, Ruthie, Veronica | Derrick    | Cynthia    |            |
| 6        | High Noon             | Hombres   | Brad, Eric, Randy    | Brad, Eric, Randy    | Brad, Eric, Randy    | Angela, Arissa, Tonya   | Angela, Arissa, Tonya   | Angela, Arissa, Tonya   | Shawn      | Angela     |            |
| 7        | Fill 'Er Up           | Hombres   | Eric, Frank, Nick    | Eric, Frank, Nick    | Eric, Frank, Nick    | Rachel, Sophia, Tonya   | Rachel, Sophia, Tonya   | Rachel, Sophia, Tonya   | Mike       | Rachel     |            |
| 8        | Sa Wing               | Hombres   | Brad, Shane, Theo    | Brad, Shane, Theo    | Brad, Shane, Theo    | Ibis, Katie, Ruthie     | Ibis, Katie, Ruthie     | Ibis, Katie, Ruthie     | Chris      | Katie      |            |
| 9        | Electro Shock         | Hombres   | Dan, Randy, Steven   | Dan, Randy, Steven   | Dan, Randy, Steven   | Aneesa, Coral, Robin    | Aneesa, Coral, Robin    | Aneesa, Coral, Robin    | Nick       | Aneesa     |            |
| 10       | Pop Culture Bike Ramp | Mujeres   | Brad, Frank, Theo    | Brad, Frank, Theo    | Brad, Frank, Theo    | Arissa, Sophia, Tina    | Arissa, Sophia, Tina    | Arissa, Sophia, Tina    | Frank      | Veronica   |            |
| 11       | The Shredder          | Hombres   | Eric, Mark, Shane    | Eric, Mark, Shane    | Eric, Mark, Shane    | Ibis, Robin, Ruthie     | Ibis, Robin, Ruthie     | Ibis, Robin, Ruthie     | Randy      | Ibis       |            |
| 12       | Cast A Spell          | Hombres   | Dan, Shane, Theo     | Dan, Shane, Theo     | Dan, Shane, Theo     | Coral, Ruthie, Tonya    | Coral, Ruthie, Tonya    | Coral, Ruthie, Tonya    | Steven     | Tonya      |            |
| 13       | Semi-Cross            | Hombres   | Brad, Dan, Mark      | Brad, Dan, Mark      | Brad, Dan, Mark      | Robin, Sophia, Tina     | Robin, Sophia, Tina     | Robin, Sophia, Tina     | Shane      | Robin      |            |
| 14       | Car-Go                | Hombres   | Dan, Eric            | Dan, Eric            | Dan, Eric            | Ruthie, Tina            | Ruthie, Tina            | Ruthie, Tina            | Brad       | Ruthie     |            |
| 15       | Vertigo               | Mujeres   | Mark, Theo           | Mark, Theo           | Mark, Theo           | Arissa, Coral           | Arissa, Coral           | Arissa, Coral           | Mark       | Tina       |            |
| 16       | Handsome Reward       | Hombres   | Dan, Eric, Theo      | Dan, Eric, Theo      | Dan, Eric, Theo      | Arissa, Coral, Sophia   | Arissa, Coral, Sophia   | Arissa, Coral, Sophia   |            |            |            |

### Final
Dan, Eric y Theo fueron los últimos hombres y Arissa, Coral y Sophia fueron las últimas mujeres. Los Hombres ganaron la competencia.